# Ethan Katzberg
Ethan Katzberg (Nanaimo, 5 de abril de 2002) es un deportista canadiense que compite en atletismo, especialista en la prueba de lanzamiento de martillo.
Participó en los Juegos Olímpicos de París 2024, obteniendo una medalla de oro en el lanzamiento de martillo. Ganó una medalla de oro en el Campeonato Mundial de Atletismo de 2023 y una medalla de oro en los Juegos Panamericanos de 2023.

## Palmarés internacional
| Juegos Olímpicos     | Juegos Olímpicos   | Juegos Olímpicos | Juegos Olímpicos |
| Año                  | Lugar              | Medalla          | Prueba           |
| -------------------- | ------------------ | ---------------- | ---------------- |
| 2024                 | París (Francia)    | Medalla de oro   | Martillo         |
| Campeonato Mundial   |                    |                  |                  |
| Año                  | Lugar              | Medalla          | Prueba           |
| 2023                 | Budapest (Hungría) | Medalla de oro   | Martillo         |
| Juegos Panamericanos |                    |                  |                  |
| Año                  | Lugar              | Medalla          | Prueba           |
| 2023                 | Santiago (Chile)   | Medalla de oro   | Martillo         |